# U-91号潜艇 (1917年)
陛下之91号潜艇是德意志帝国海军建造的一艘中型潜艇或称U艇。它由但泽的帝国船厂承建，于1917年4月14日下水，至同年9月17日交付使用。U-91号是在第一次世界大战期间服役的329艘德国潜艇之一，曾参加过大西洋潜艇战。在其八次巡逻中，共击沉37艘协约国或中立国商船，容积总吨达83302吨。战后，根据停战协议的要求，U-91号于1918年11月26日被引渡至法国正式投降，至1921年在布雷斯特拆解报废。

## 设计
第一次世界大战爆发后，为了满足潜艇破交战的作战需求，德意志帝国海军潜艇局（U-Boot-Inspektion）在U-43号（战时动员型）的基础上，研发出了一种技术上更为成熟的中型双壳体远洋潜艇。其排水量适中、性能均衡，非常适合北海和英国周边海域的作战环境。海军为此共计批出34艘订单，战术编号使用U-81至U-114号。实战证明，这一系列的潜艇具有出色的航海能力和稳定的耐用性，它们的许多布置也对后世IX級潛艇和国外一些潜艇的设计产生了影响。
U-91号是由但泽帝国船厂承建的U-87至U-92号批次的五号艇。与基尔生产的批次（U-81至U-86号）相比，其排水量、尺寸、吃水和航速均有所缩减，但在续航里程、鱼雷载弹量和船员编制等方面则略为提高。该艇的水上和水下排水量分别为757吨和998吨。其全长65.80米；舷宽6.20米，当中的耐压壳体宽为4.18米；有3.88米的吃水深度。艇只搭载有可在水上使用的两台猛狮六缸四冲程柴油发动机，总功率为2,400匹公制馬力（1,765千瓦特）；以及可在水下使用的西门子-舒克特双电动发电机，总功率为1,200匹公制馬力（883千瓦特）。这些发动机用以驱动双轴、每根轴各一个的直径1.66米长螺旋桨。它的潜航深度为50米。
U-91号在水上的最高速度达15.6節（28.9每小時），在水下的最高航速则为8.6節（15.9每小時）。它可以8節（15每小時）的速度在水上巡航11,380海里（21,080），或以5節（9.3每小時）的速度在水下巡航56海里（104）。该艇装备了四具直径为500毫米的鱼雷发射管，其中艏、艉各两具，并可携带16枚鱼雷；作为辅助武器的甲板炮则是一门105毫米45倍径速射炮。其标准船员编制为4名军官及32名水兵。

## 历史
U-91号是由德意志帝国海军作为F项战时订单（Kriegsauftrag F）的一部分，于1915年6月23日向但泽的帝国船厂订购，建造编号为35。艇只于1917年4月14日下水，至同年9月17日在首任暨唯一一任艇长、海军上尉阿尔弗雷德·冯·格拉森纳普的指挥下正式交付使用。完成海试后，U-91号自1917年9月中旬起被编入分驻埃姆登和威廉港的第三潜艇区舰队服役，并一直隶属于该部队直至战争结束。
第一次世界大战期间，U-91号在北大西洋东部进行过七次巡逻，最远曾抵达直布罗陀海峡；共击沉37艘（83302总吨）、击伤2艘（11821总吨）协约国或中立国商船。其中，被U-91号击沉的最大型船舶是容积总吨为8075吨、隶属太平洋蒸汽航运公司的英国客轮奥龙萨号：1918年4月28日，它在从纽约前往利物浦的途中，于巴德西岛以西约12海里（22）处遭鱼雷击沉，共造成3人丧生。被U-91号击沉的最小型船舶则是容积总吨仅22吨的法国渔船海洋之星赞歌号（Ave maris stella），于1918年10月2日在比斯开湾遭U-91号的甲板炮所摧毁。
U-91号在战争中幸存了下来，没有被击沉。战后，根据对德停战协议的要求，它于1918年11月26日被引渡至法国正式投降，并最终于1921年7月在布雷斯特拆解报废。

## 袭击历史摘要
| 日期           | 船名              | 船籍   | 吨位 （容积总吨） | 结局 |
| -------------- | ----------------- | ------ | ----------------- | ---- |
| 1917年12月24日 | 榆叶号            | 英国   | 5948              | 击伤 |
| 1917年12月28日 | 罗伯特·埃格尔顿号 | 英国   | 2274              | 击沉 |
| 1918年1月2日   | 波士顿城号        | 英国   | 2711              | 击沉 |
| 1918年1月4日   | 奥托号            | 英国   | 139               | 击沉 |
| 1918年1月5日   | 骑士庭号          | 英国   | 2889              | 击沉 |
| 1918年1月7日   | 首相号            | 英国   | 89                | 击沉 |
| 1918年2月19日  | 航标灯号          | 英国   | 2768              | 击沉 |
| 1918年2月22日  | 黑利伯里号        | 英国   | 2888              | 击沉 |
| 1918年2月23日  | 桦叶号            | 英国   | 5873              | 击伤 |
| 1918年2月23日  | 不列颠子爵号      | 英国   | 3287              | 击沉 |
| 1918年2月24日  | 伦弗鲁号          | 英国   | 3830              | 击沉 |
| 1918年3月2日   | 贝茜号            | 英国   | 60                | 击沉 |
| 1918年4月20日  | 弗洛丽斯通号      | 英国   | 3366              | 击沉 |
| 1918年4月21日  | 兰脂鲤号          | 英国   | 2504              | 击沉 |
| 1918年4月21日  | 诺曼底号          | 英国   | 1843              | 击沉 |
| 1918年4月22日  | 赫里斯男爵号      | 英国   | 1610              | 击沉 |
| 1918年4月26日  | 埃塞尔号          | 英国   | 100               | 击沉 |
| 1918年4月27日  | 格雷沙姆号        | 英国   | 3774              | 击沉 |
| 1918年4月27日  | 瓦尔帕斯号        | 俄罗斯 | 312               | 击沉 |
| 1918年4月28日  | 达曼号            | 葡萄牙 | 5668              | 击沉 |
| 1918年4月28日  | 奥龙萨号          | 英国   | 8075              | 击沉 |
| 1918年4月28日  | 雷蒙号            | 法國   | 109               | 击沉 |
| 1918年7月1日   | 韦斯特莫号        | 英国   | 4329              | 击沉 |
| 1918年7月6日   | 哈迪港号          | 英国   | 6533              | 击沉 |
| 1918年7月9日   | 西尔维亚号        | 意大利 | 3571              | 击沉 |
| 1918年7月13日  | 巴达格里号        | 英国   | 2956              | 击沉 |
| 1918年7月16日  | 渔夫号            | 英国   | 136               | 击沉 |
| 1918年7月25日  | 蒂珀卡努号        | 美国   | 6187              | 击沉 |
| 1918年10月1日  | 特蕾莎和玛尔特号  | 法國   | 32                | 击沉 |
| 1918年10月2日  | 迈亚号            | 法國   | 185               | 击沉 |
| 1918年10月2日  | 玛丽·伊曼纽尔号   | 法國   | 32                | 击沉 |
| 1918年10月2日  | 海洋之星赞歌号    | 法國   | 22                | 击沉 |
| 1918年10月4日  | 梅赛德斯号        | 西班牙 | 2164              | 击沉 |
| 1918年10月5日  | 石楠园号          | 英国   | 2205              | 击沉 |
| 1918年10月5日  | 厄林德灵号        | 英国   | 1229              | 击沉 |
| 1918年10月8日  | 卡曾戈号          | 葡萄牙 | 3009              | 击沉 |
| 1918年10月9日  | 皮埃尔号          | 法國   | 354               | 击沉 |
| 1918年10月11日 | 卢瑟夫耶尔号      | 挪威   | 2007              | 击沉 |
| 1918年10月14日 | 巴亚德号          | 法國   | 55                | 击沉 |

## 脚注
1. 1 2 3  Helgason, Guðmundur. . German and Austrian U-boats of World War I - Kaiserliche Marine - Uboat.net.   [2010-01-25].
2. ↑  Gröner 1991，第12-14頁.
3. 1 2  Helgason, Guðmundur. . German and Austrian U-boats of World War I - Kaiserliche Marine - Uboat.net.   [2010-01-21].
4. ↑  陈进，第71頁.
5. ↑  Herzog，第50頁.
6. ↑  Helgason, Guðmundur. . German and Austrian U-boats of World War I - Kaiserliche Marine - Uboat.net.   [2015-01-21].
7. ↑  Herzog，第48頁.
8. 1 2  Gröner 1991，第12–14頁.
9. ↑  Herzog，第139頁.
10. ↑  Herzog，第123頁.
11. ↑  Herzog，第68頁.
12. ↑  Helgason, Guðmundur. . German and Austrian U-boats of World War I - Kaiserliche Marine - Uboat.net.   [2021-11-24].
13. ↑  Helgason, Guðmundur. . German and Austrian U-boats of World War I - Kaiserliche Marine - Uboat.net.   [2021-11-24].
14. ↑  Herzog，第91頁.
15. ↑  Helgason, Guðmundur. . German and Austrian U-boats of World War I - Kaiserliche Marine - Uboat.net.   [2015-01-21].